# Municipio de Thompson (condado de Fulton)
El municipio de Thompson (en inglés: Thompson Township) es un municipio ubicado en el condado de Fulton en el estado estadounidense de Pensilvania. En el año 2000 tenía una población de 998 habitantes y una densidad poblacional de 10 personas por km².

## Geografía
El municipio de Thompson se encuentra ubicado en las coordenadas 39°45′51″N 78°06′57″O / 39.76417, -78.11583.

## Demografía
Según la Oficina del Censo en 2000 los ingresos medios por hogar en la localidad eran de $38,854 y los ingresos medios por familia eran de $41,544. Los hombres tenían unos ingresos medios de $29,688 frente a los $20,625 para las mujeres. La renta per cápita de la localidad era de $19,279. Alrededor del 10,3% de la población estaba por debajo del umbral de pobreza.